# 北區公所福德祠
24°09′59″N 120°40′55″E / 24.166261°N 120.682066°E
北區公所福德祠，是位於臺灣臺中市北區賴厝里、北區區公所頂樓的土地祠，為少見建立在區公所的廟宇。

## 沿革
據北區公所退休員工廖慶堂之言，昔日在三民路、福音街口的北區公所，常有民眾前往三樓戶政課求取春聯，1964年春節後，公所陸續有員工請病假、傷亡，於是員工把寫著「福」字的紅紙貼在戶政課工具牆角祭拜，視為土地公，後來感覺順遂，定期膜拜的員工遂籌組「福德會」供奉。
1969年，北區公所附近開闢公共設施時，當地民眾建議將土地公遷移到區公所內，以保全區平安，於是區公所供奉在頂樓。區公所搬到健行路時，區長江進德將土地公塑像供奉。
1997年區公所再遷移到永興街，其址在永興街301號，員工籌款在大樓七樓蓋土地公廟。2004年2月19日，區長陳登志和區公所人員為新增的土地婆舉行安座。區長李政峯任內，2014年廟身重新粉刷，9月下旬重新舉行安座儀式。
在2014年報導時，此廟是北區最高的土地公廟，北區公所也是台中市廿九區唯一有土地公廟的公所。

## 祭祀
農曆二月初二、八月十五祭祀。該兩月爐主會改選，如當地賴厝里里長盧冬松就擔任過爐主。北區公所部分員工也會於土地公誕辰時，邀退休員工回公所聯誼聚餐。區公所還曾特別印製宣傳單，為此廟徵求爐主，強調爐主不必捐錢，平日只需奉茶並檢查香的庫存，望更多人加入服務。

## 軼事
曾在舊址的區公所值班的李超亮講，某晚檔案櫃發生火警，他睡夢中被叫醒，立刻撲滅火勢，當時所內只有他。戶政所退休祕書楊仁和則說，同仁祭拜的舉動曾被區公所主管指為迷信，後該主管夢見白鬍老人後，反而熱心找員工替神案來祭祀。北區前區長林進義講述，傳出有兩名里長候選人，選舉同票數需抽籤決定，其中一名抽籤前先來祭祀，順利抽中當選。